# Mallophora cinerascens
Mallophora cinerascens är en tvåvingeart som beskrevs av Walker 1855. Mallophora cinerascens ingår i släktet Mallophora och familjen rovflugor. Inga underarter finns listade i Catalogue of Life.